# Opel Diplomat
L’Opel Diplomat est le modèle haut de gamme des voitures luxueuses d’Adam Opel AG fabriqué entre le printemps 1964 et l’été 1977. Elle était basée sur les véhicules à moteurs six cylindres Kapitän et Admiral, avec plus de fonctionnalités.

## Description
Les voitures, également connues sous le nom de modèles «KAD», d’après les initiales de la Kapitän, de l’Admiral et de la Diplomat, de la première gamme ont été commercialisées sous le nom de KAD A de février 1964 à novembre 1968. Particularité, la Diplomat fut proposée en coupé à partir de février 1965, dont seulement 347 véhicules furent fabriqués jusqu’en juillet 1967.
La gamme KAD B a été officiellement lancée en mars 1969 et tous les modèles (y compris la Diplomat) n’étaient disponibles qu’en berline tricorps. De plus, la Kapitän a été abandonnée en mai 1970, donc à proprement parler, l’appellation «KAD» n’est plus applicable à partir de ce moment-là.
L’ère des modèles KAD a pris fin en juillet 1977 lorsque la Diplomat a été la dernière représentante de la gamme à être progressivement abandonnée. Le premier choc pétrolier de 1973/1974 a été bien moins important dans le déclin de la berline de luxe que la faible acceptation parmi les clients potentiels. Ils préféraient les voitures de luxe plus chères de Mercedes-Benz, comme les W 108/109 et W 116 (à partir de 1972), auxquelles la Diplomat n’était guère inférieure en termes de technologie.

## Les gammes
Avec la Diplomat, Opel a lancé sur le marché allemand une autre voiture équipée d’un moteur huit cylindres après 35 ans. Le dernier véhicule Opel doté d’un moteur de taille comparable était l’Opel Regent, fabriquée en seulement 25 exemplaires.

### Diplomat A (1964-1968)
En juin 1964, la Diplomat A arrive sur le marché en tant que modèle de luxe de la gamme KAD. En plus de la berline classique, il existait également une version coupé de la Diplomat (contrairement à la Kapitän et à l’Admiral) à partir de février 1965, destinée à servir d’image de marque. Les véhicules ont été fabriqués par le spécialiste de la carrosserie Karmann. Le seul moteur de la voiture deux portes était un moteur V8 d’une cylindrée de 5 354 cm³ et d’une puissance de 169 kW (230 ch).
La berline était initialement disponible avec un moteur V8 plus petit d’une cylindrée de 4,6 litres et d’une puissance de 140 kW (190 ch). Ce n’est qu’en septembre 1966 que le plus gros moteur V8 du coupé fut disponible, moyennant un supplément.
Avec un empattement de 2 845 mm, les berlines mesuraient 4 948 mm de long, 1 902 mm de large et 1 454 mm de haut. Le poids à vide était de 1 590 kg. Le coupé était légèrement plus plat à 1 432 mm de haut et il pesait 1 630 kg.
Les ventes de la Diplomat coupé se sont terminées en juillet 1967 après seulement 347 unités, tandis que la berline a été fabriquée jusqu’en novembre 1968,.

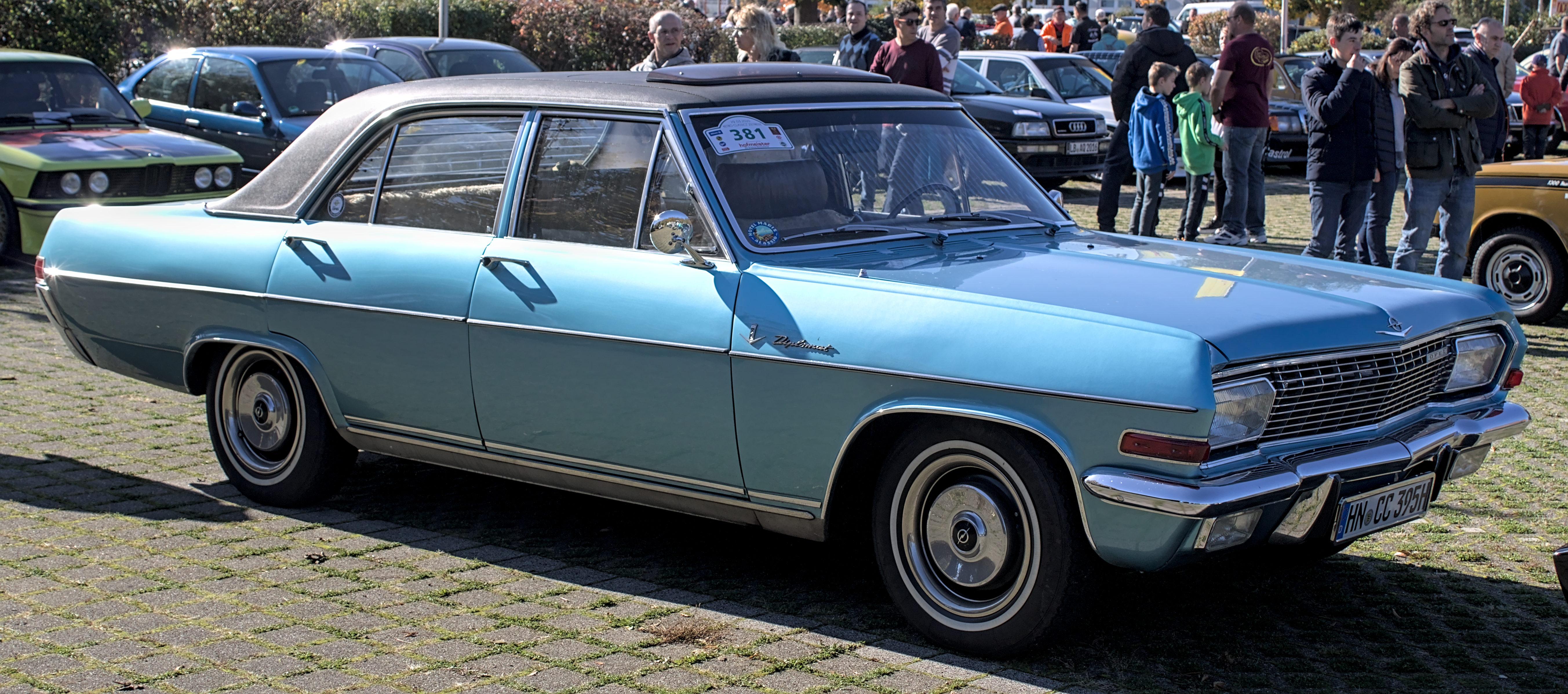
Opel Diplomat A (1964–1968)
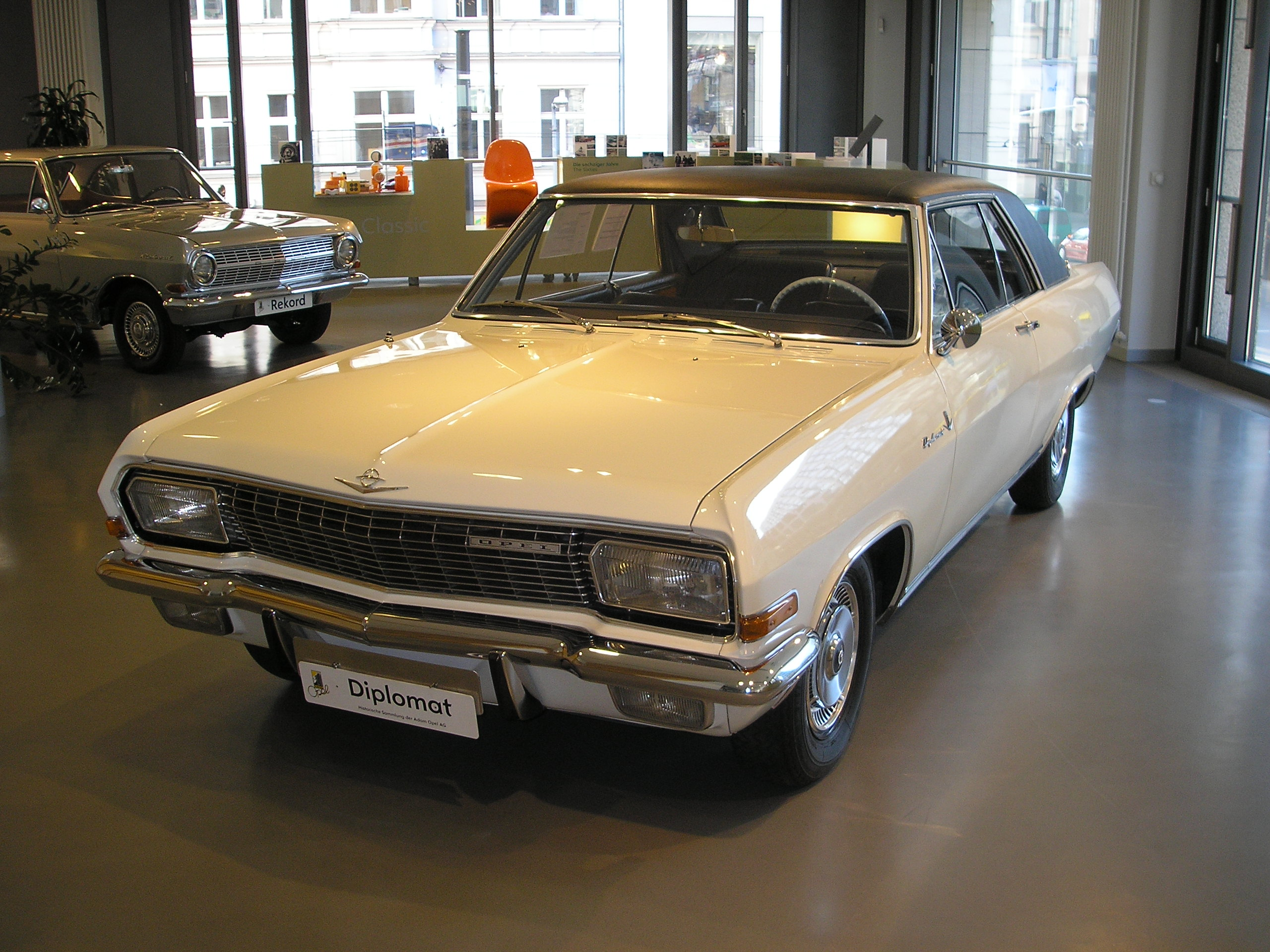
Opel Diplomat A coupé (1965–1967)
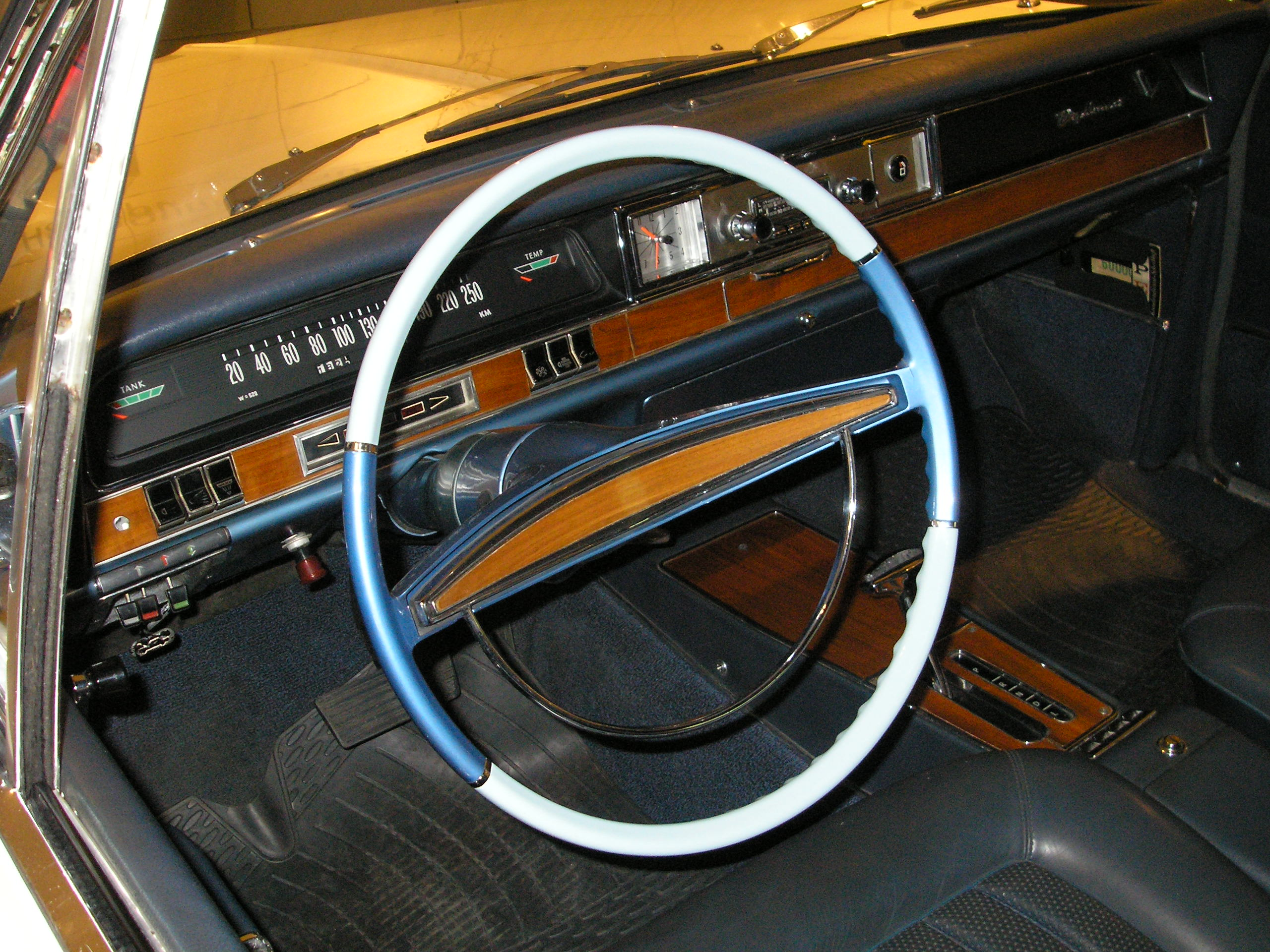
Diplomat A, tableau de bord

### Diplomat B (1969-1977)
La Diplomat de la gamme KAD B est arrivée chez les concessionnaires en mars 1969, mais comme ses modèles sœurs, la Kapitän et l’Admiral, elle n’était disponible qu’en berline. Avec un empattement de 2 845 mm, le véhicule mesurait entre 4 907 et 4 920 mm de long, entre 1 835 et 1 852 mm de large et 1 450 mm de haut. La version longue proposée de mi-1973 à l’été 1977 avait un empattement de 15 cm supplémentaire et donc une longueur plus longue. Le poids à vide était compris entre 1 495 et 1 695 kg (1 720 kg pour la version longue).
Le choix s’est porté sur un moteur six cylindres d’une cylindrée de 2 784 cm³ et d’une puissance de 103 à 107 kW (140 à 145 ch) avec carburateur ou d’une puissance de 118 à 121 kW (160 à 165 ch) avec injection dans le collecteur d’admission ainsi qu’un moteur V8 avec une cylindrée de 5 354 cm³ et une puissance de 169 kW (230 ch).

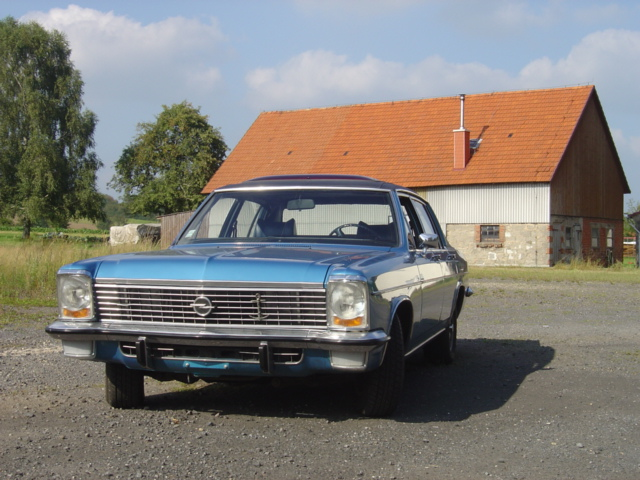
Opel Diplomat B (1969–1977)
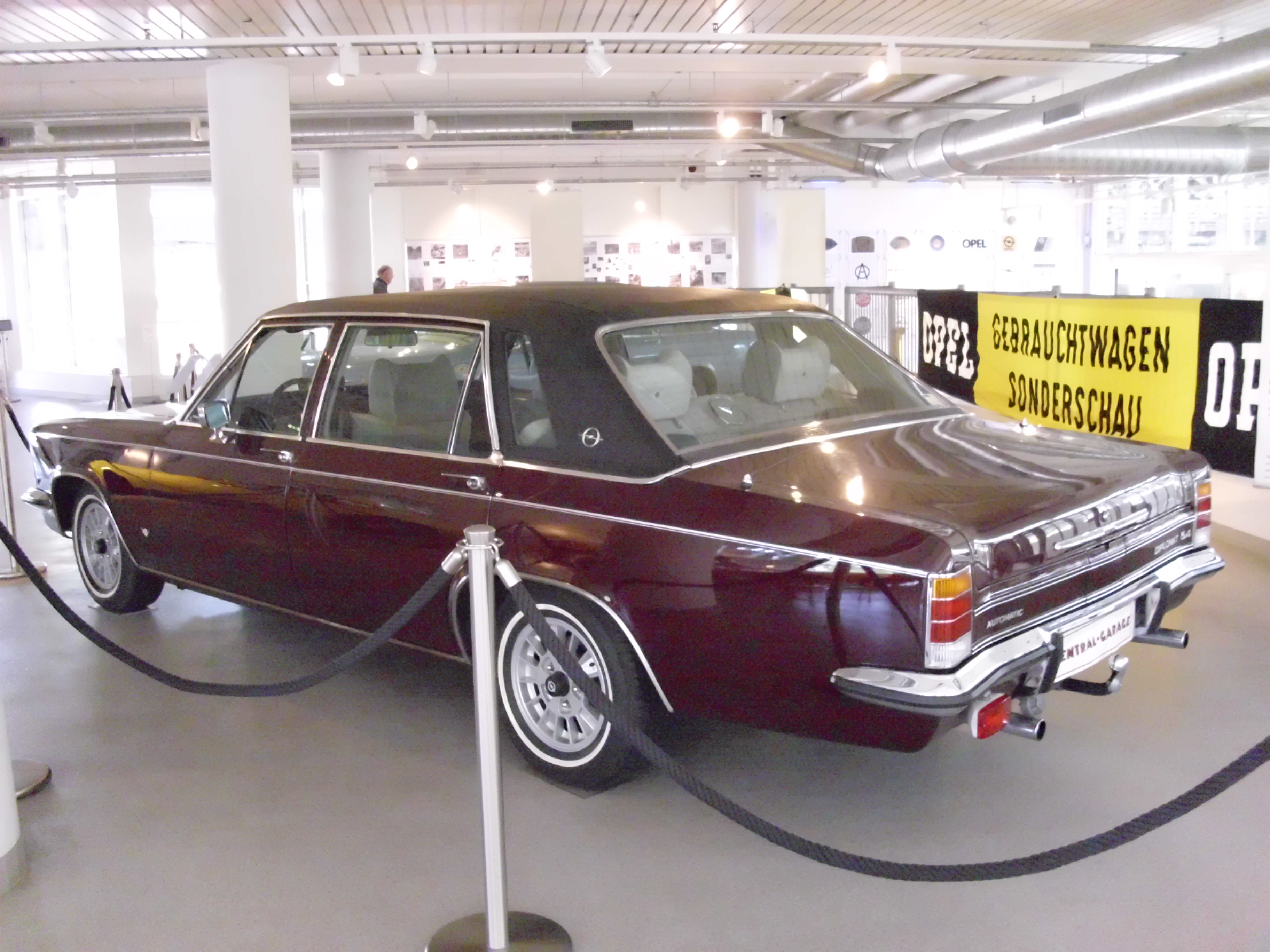
Opel Diplomat B version longue (1973–1977)